# Kovács Dániel (tanár, 1862–1917)
Kovács Dániel, Kovács Gyula Dániel (Magyarhomorog, 1862. november 26. – Székelyudvarhely, 1917. február 2.) református kollégiumi tanár.

## Életpályája
Magyarhomorogon született, ahol apja, Kovács József lelkész volt, anyja Költő Julianna. Középiskolai tanulmányait Budapesten, Nagyszalontán és Debrecenben 1883-ban végezte a református kollégiumban; egyszersmind gróf Vay Ádámnál nevelősködött. Felsőbb tanulmányait 1883–1887 között a kolozsvári egyetemen hallgatta és 1888-ban ugyanott a latin- és görög nyelvből tanári oklevelet nyert. 1887 őszétől 1888 végeig a hajdúböszörményi református gimnáziumban tanárkodott; 1888 őszén a székelyudvarhelyi református kollégiumhoz rendes tanárrá választva, itten 1889. január 3-án működését megkezdte. A főiskolai könyvtár kezelője és rendezője, elöljárósági jegyzőként működött. A székelyegyleti első takarékpénztár felügyelő bizottságának tagja volt.
Cikkei a székelyudvarhelyi református kollégium Értesítőjében (1890. Herodotos szerepe a vallás-erkölcsi nevelésben, ism. Egyet. Philol. Közlöny 1891.); a Protestáns Közlönyben (1892. Még egy «ébredjetek» Socius névvel, Elmélkedés a székely-udvarhelyi ev. ref. főiskola mostoha sorsa felett, 1895. A protestáns vallási érzület pusztulása); a Nemzeti Iskolában (1894. Viszhang a «tanárhiány és szaktanítás» cz. czikkre, 1895. A tanárság kilátásai); a Középiskolai Tanáregylet Közlönyében (1895. A latin nyelvtanítás kérdéséhez); a kolozsvári Család és Iskolának is munkatársa volt.